# Allium tardiflorum
Allium tardiflorum là một loài thực vật có hoa trong họ Amaryllidaceae. Loài này được F.Kollmann & Shmida mô tả khoa học đầu tiên năm 1990.

## Hình ảnh

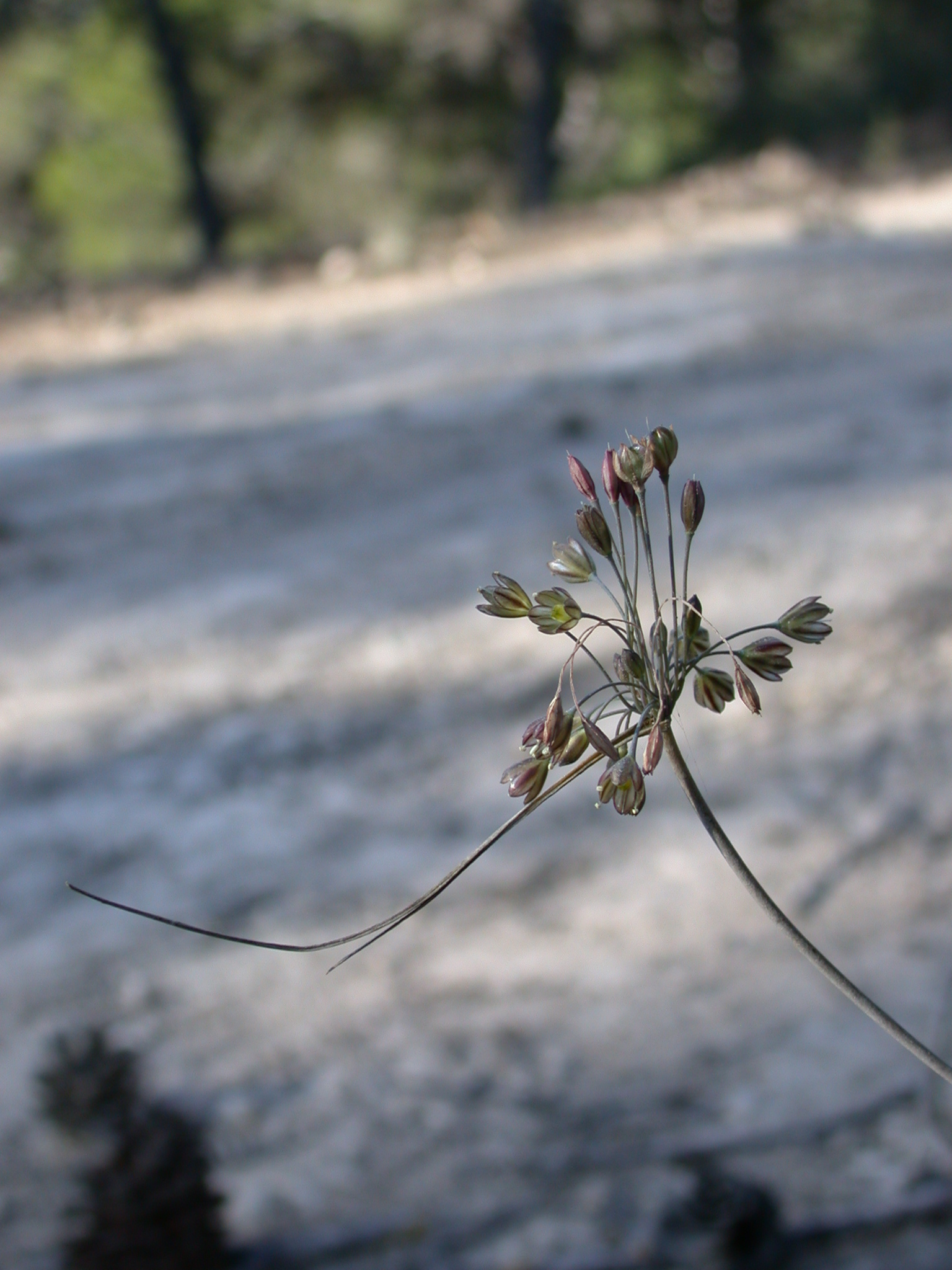
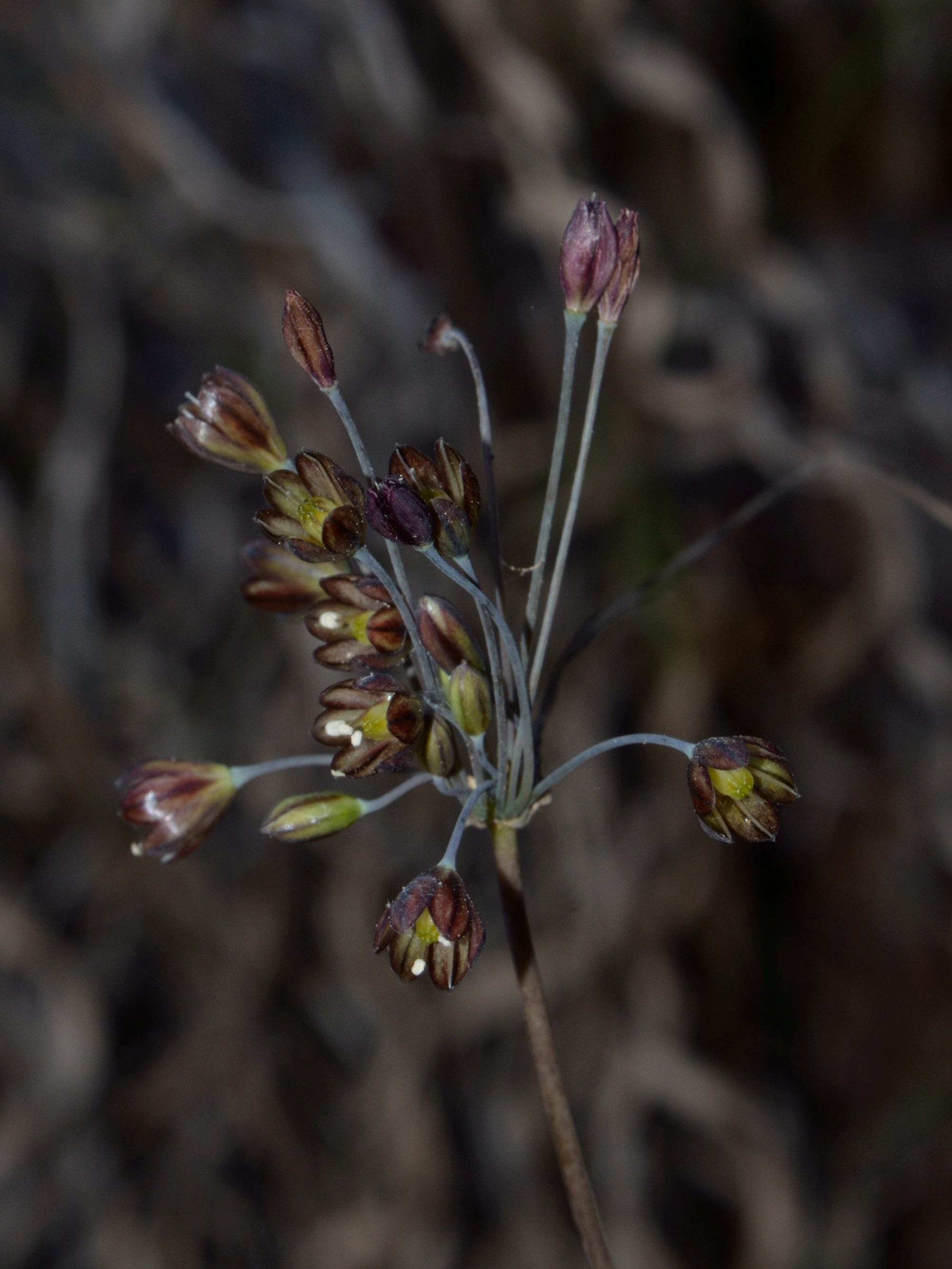